# Франциск Салезький
Франциск Салезький (або Сальський фр. François de Sales, Франсуа де Саль; 16 серпня 1567, Замок Торан — 28 грудня 1622, Ліон) — французький релігійний діяч. Єпископ, засновник жіночого чернечого ордену сестер Візитанток Пресвятої Діви Марії (контемплятивного типу), поборювач протестантизму, святий, покровитель журналістів і ЗМІ. Покровитель ордену Салезіян. День пам'яті — 24 січня за григоріанським календарем.

## Коротка біографія
Франсуа де Саль народився 21 серпня 1567 року в замку Торан біля хутора Саль у Савойському герцогстві (тепер Франція, департамент Верхня Савоя) в сім'ї герцогів де Буазі. Початкову освіту здобув у савойських коледжах Ла Рош, Аннесі та Парижа. Згодом вивчає право в Падові та Парижі. Все навкруг йому усміхалося: честь, подружжя, світські достатки та радості. Наперекір батьку, який понад усе хотів його бачити адвокатом і гідним продовжувачем його шляхетного роду, стає священником у 1593 році. Наступного року йде з проповіддю по селах, розповсюджує буклети-пропаганду, з метою навернути колишніх католиків з кальвінізму, який тоді значно поширювався в Савої. В 1599 році висвячений на Єпископа-Коад'ютора (помічника з правом наступництва) Женеви і 8 грудня 1602 року стає Ординарієм Женеви. Був дуже відомим як духовний провідник та вчитель духовного життя. Першою турботою Франциска було спасіння доручених йому Господом душ.
Помер 28 грудня 1622 року в Ліоні, проголошений блаженним в 1661 році, святим — 19 квітня 1665 року, а 16 листопада 1877 року — Учителем Церкви.
Все його пастирське служіння було позначене любов'ю, добротою, делікатністю, терпеливістю, запалом та ревністю, ними керувався в проводі єпархії та кожної особи.
Саме ці характеристики бажав наслідувати Дон Боско: «Милосердя і любов св. Франциска Салезького нехай мною керують завжди». Також девіз всього життя отця Боско, який був написаний на стіні його кімнати, є тими словами, якими керувався і св. Франциск Салезький: «Душі мені дай, все інше забирай».
У 1859 році Дон Боско сказав: «Пресвята Богородиця бажає, щоб ми створили згромадження. Я вирішив, що ми будемо зватися Салезіянами. Станьмо під заступництво святого Франциска Салезького, щоб наслідувати його нескінченне милосердя». В 1854 році Дон Боско заснував Салезіянський орден, який назвав «Побожне Товариство Святого Франциска Салезького», до складу якого входило 17 осіб, які виявили бажання наслідувати приклад Франциска та задум о. Івана Боско у служінні молоді.
Через оголошення слова Божого у різноманітний незвичайний тоді спосіб, зокрема розповсюдження буклетів, різних оголошень та друкованих видань, Франциск Салезький був визнаний покровителем журналістів, авторів та письменників.